# Sabes a chocolate
"Sabes a chocolate" é uma canção da boy band porto-riquenha Menudo, lançada em 1984 no álbum de estúdio Evolución, sob o selo da gravadora RCA Records. A canção, composta por Carlos Villa e Alejandro Monroy e originalmente interpretada por Robby Rosa, teve duas adaptações para outros idiomas. Em 1985, foi versionada para o inglês e incluída no álbum Menudo, recebendo o título de "Chocolate Candy". Em 1986, uma versão em italiano intitulada "Baci Al Cioccolato" foi incluída em Viva! Bravo!, um álbum com canções em italiano lançado exclusivamente na Itália.
A canção foi o primeiro trabalho do grupo a incluir o novo membro Ricky Martin, que se juntou aos integrantes Charlie Massó, Ray Reyes, Robby Rosa e Roy Rosselló, após a saída de Ricky Meléndez. A versão em inglês foi cantada pelo quinteto na turnê de promoção do álbum Menudo e incluída no primeiro álbum de vídeo dos artistas, intitulado Video Explosion.
Comercialmente, a versão original em espanhol tornou-se um sucesso. Em Porto Rico atingiu a posição de número 10, enquanto no Brasil, atingiu a primeira posição, como informado pelo jornal La Opinión em março de 1985. Em relação à paradas locais, em Chicago,atingiu a posição de número 1 na lista das canções de língua hispânica mais executadas nas rádios na cidade, de acordo com a  revista Billboard. Adicionalmente, em La Paz, na Bolívia, atingiu a terceira posição. No Rio de Janeiro alcançou a posição de número 4.

## Lista de faixas
- Créditos adaptados da contracapa dos compactos "Sabes a chocolate" (1984),[11] e "Sabes a chocolate" (1985).[12]

### Versão espanhola
Lado A
| N.º | Título              | Compositor(es)         | Duração |  |
| 1.  | "Sabes a chocolate" | Carlos Villa A. Monroy | 4:11    |  |

Lado B
| N.º | Título      | Compositor(es)     | Duração |  |
| 1.  | "Yo No Fui" | C. Villa A. Monroy | 3:35    |  |

### Versão mexicana
Lado A
| N.º | Título              | Compositor(es)     | Duração |  |
| 1.  | "Sabes a chocolate" | C. Villa A. Monroy | 4:11    |  |

Lado B
| N.º | Título         | Compositor(es)     | Duração |  |
| 1.  | "Amor Primero" | C. Villa A. Monroy | 3:22    |  |

## Tabelas

### Tabelas semanais
| Tabela musical (1984)   | Melhor posição |
| ----------------------- | -------------- |
| Brasil (Nopem)          | 1              |
| Porto Rico (La Opinión) | 10             |